# Tyrrell 011
Chronologie des modèles (1981, 1982, 1983)
Tyrrell 010 Tyrrell 012
La Tyrrell 011 est une monoplace de Formule 1 engagée par l'écurie britannique Tyrrell Racing entre 1981, au Grand Prix d'Allemagne, et 1983. 
En 1981, elle est pilotée par l'Américain Eddie Cheever et l'Italien Michele Alboreto. En 1982, Alboreto est épaulé par le Suédois Slim Borgudd puis par le Britannique Brian Henton. En 1983, le second pilote est l'Américain Danny Sullivan.
La Tyrrell 011 est chaussée de pneumatiques Avon, puis Goodyear et propulsée par un moteur V8 atmosphérique Ford-Cosworth DFV.
Avec cette monoplace, Tyrrell remporte ses deux dernières victoires en Formule 1, à Las Vegas en 1982 puis à Detroit en 1983.

## Résultats en championnat du monde de Formule 1

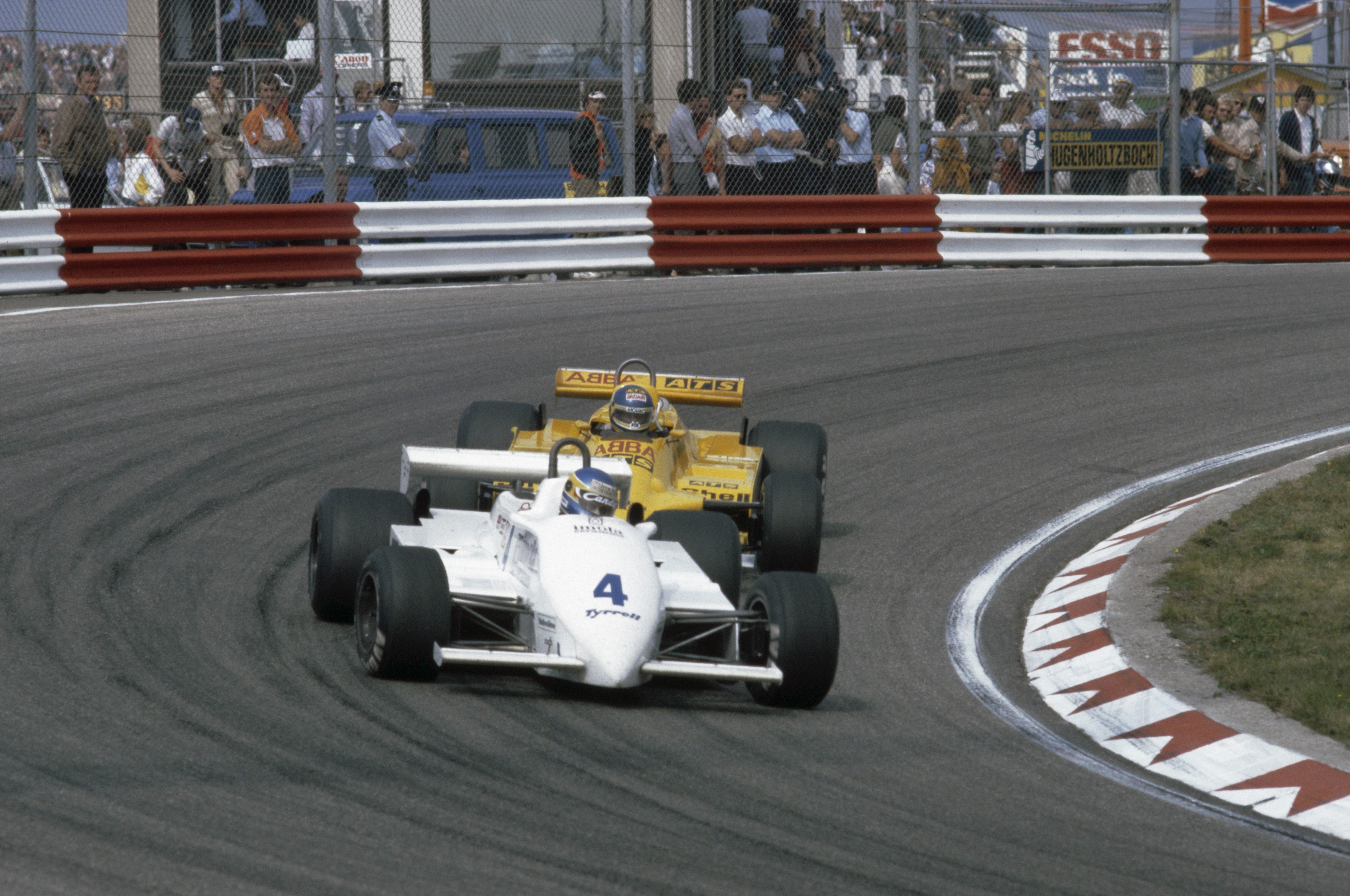
La Tyrrell 011 de Michele Alboreto devant l'ATS D5 de Slim Borgudd lors du Grand Prix des Pays-Bas 1981.

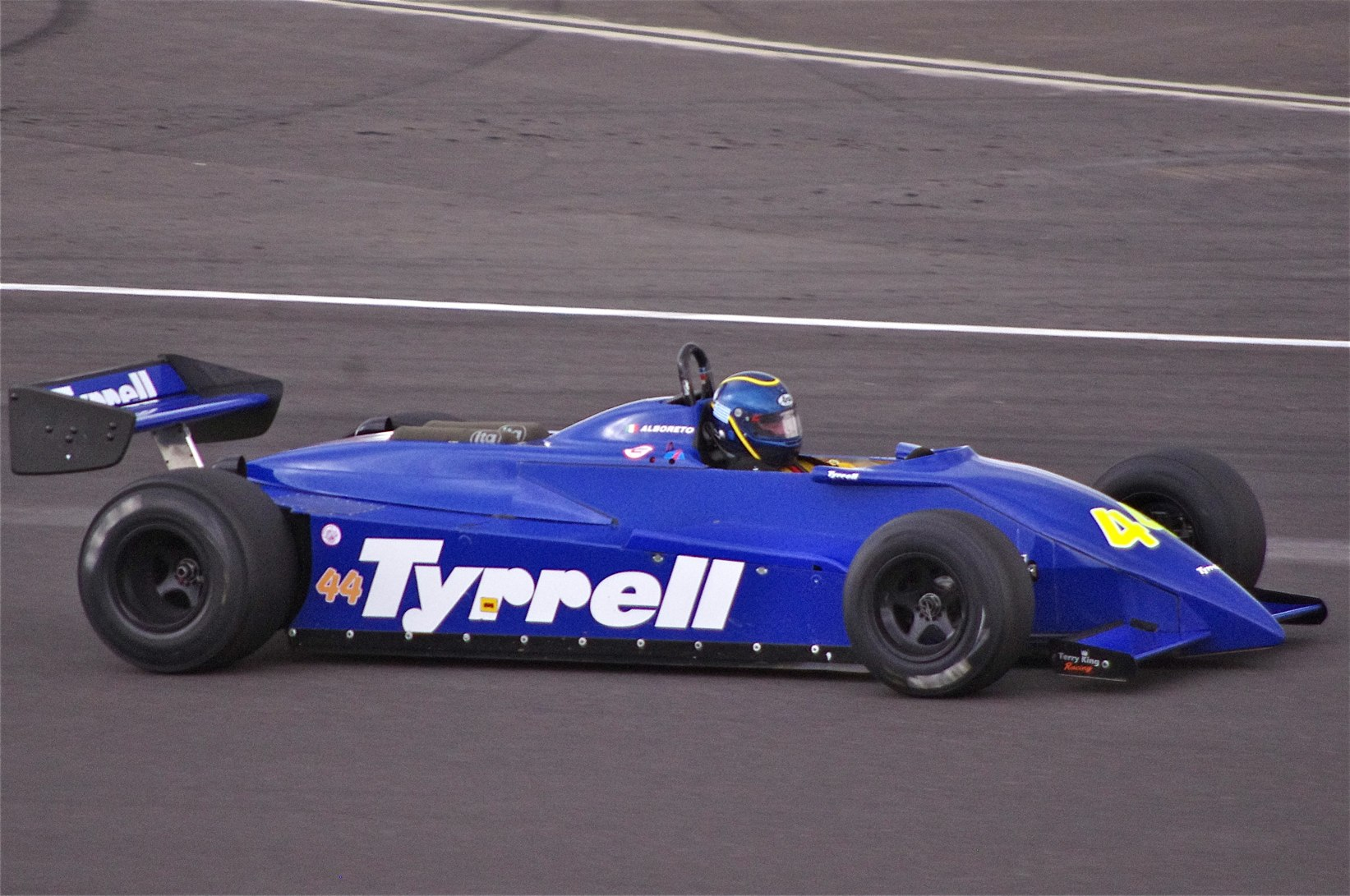
La Tyrrell 011 dans sa livrée de 1982 lors de la Silverstone Classic en 2011.

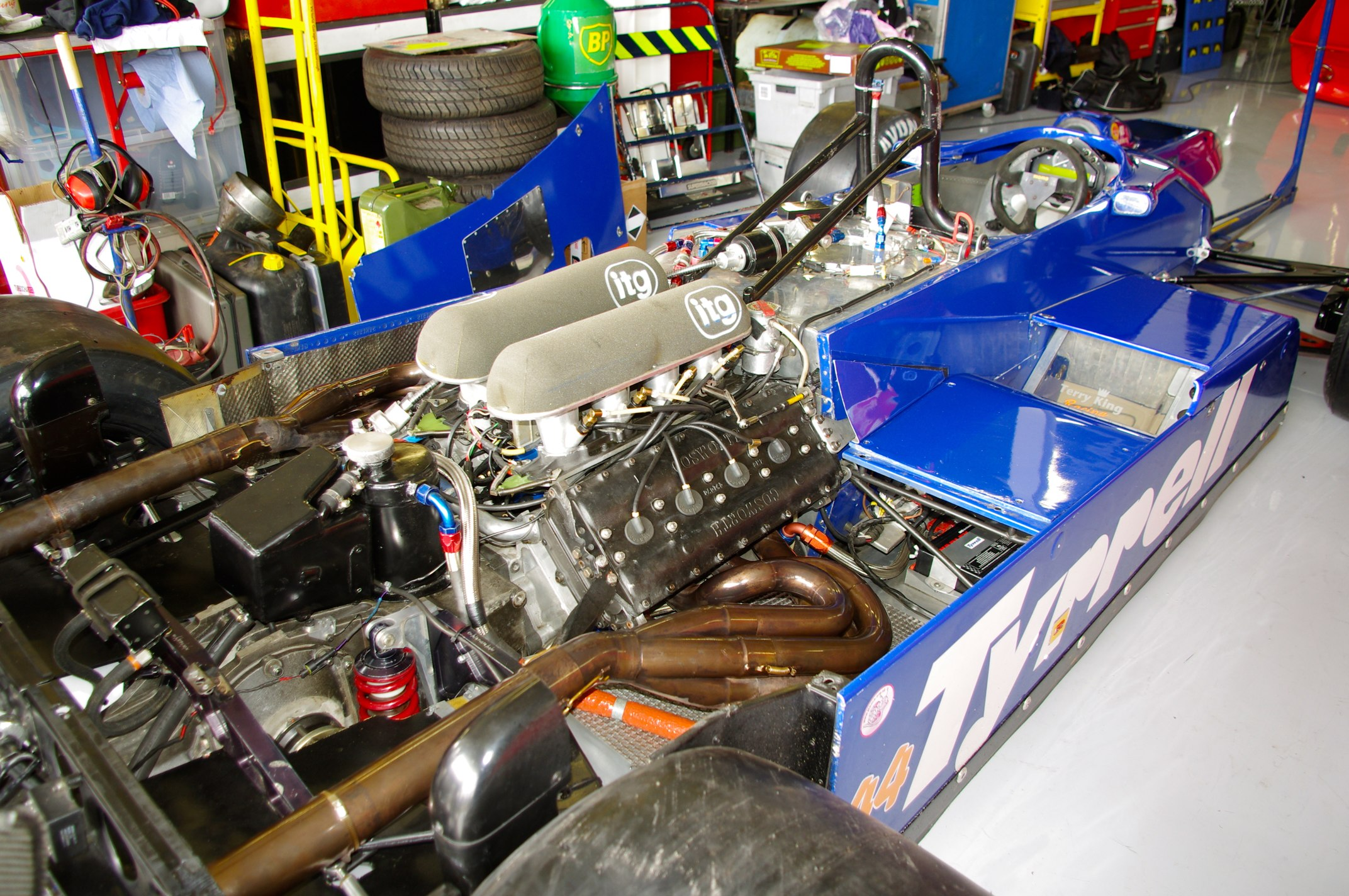
Le moteur V8 Ford-Cosworth DFV de la Tyrrell 011.

| Saison | Écurie                | Moteur               | Pneus         | Pilotes          | Courses | Courses | Courses | Courses | Courses | Courses | Courses | Courses | Courses | Courses | Courses | Courses | Courses | Courses | Courses | Courses | Points inscrits | Classement |
| Saison | Écurie                | Moteur               | Pneus         | Pilotes          | 1       | 2       | 3       | 4       | 5       | 6       | 7       | 8       | 9       | 10      | 11      | 12      | 13      | 14      | 15      | 16      | Points inscrits | Classement |
| ------ | --------------------- | -------------------- | ------------- | ---------------- | ------- | ------- | ------- | ------- | ------- | ------- | ------- | ------- | ------- | ------- | ------- | ------- | ------- | ------- | ------- | ------- | --------------- | ---------- |
| 1981   | Tyrrell Racing Team   | Ford-Cosworth DFV V8 | Avon Goodyear |                  | EUO     | BRÉ     | ARG     | SMR     | BEL     | MON     | ESP     | FRA     | GBR     | ALL     | AUT     | P-B     | ITA     | CAN     | LVE     |         | 10*             | 10e        |
| 1981   | Tyrrell Racing Team   | Ford-Cosworth DFV V8 | Avon Goodyear | Eddie Cheever    |         |         |         |         |         |         |         |         |         | 5e      | Nq      | Abd.    | Abd.    | 12e     | Abd.    |         | 10*             | 10e        |
| 1981   | Tyrrell Racing Team   | Ford-Cosworth DFV V8 | Avon Goodyear | Michele Alboreto |         |         |         |         |         |         |         |         |         |         |         | 9e      | Abd.    | 11e     | 13e     |         | 10*             | 10e        |
| 1982   | Team Tyrrell          | Ford-Cosworth DFV V8 | Goodyear      |                  | AFS     | BRÉ     | EUO     | SMR     | BEL     | MON     | EUE     | CAN     | P-B     | GBR     | FRA     | ALL     | AUT     | SUI     | ITA     | LVE     | 25              | 6e         |
| 1982   | Team Tyrrell          | Ford-Cosworth DFV V8 | Goodyear      | Michele Alboreto | 7e      | 4e      | 4e      | 3e      | Abd.    | 10e     | Abd.    | Abd.    | 7e      | Abd.    | 6e      | 4e      | Abd.    | 7e      | 5e      | 1er     | 25              | 6e         |
| 1982   | Team Tyrrell          | Ford-Cosworth DFV V8 | Goodyear      | Slim Borgudd     | 16e     | 7e      | 10e     |         |         |         |         |         |         |         |         |         |         |         |         |         | 25              | 6e         |
| 1982   | Team Tyrrell          | Ford-Cosworth DFV V8 | Goodyear      | Brian Henton     |         |         |         | Abd.    | Abd.    | 8e      | 9e      | Nc.     | Abd.    | 8e      | 10e     | 7e      | Abd.    | 11e     | Abd.    | 8e      | 25              | 6e         |
| 1983   | Benetton Tyrrell Team | Ford-Cosworth DFV V8 | Goodyear      |                  | BRÉ     | EUO     | FRA     | SMR     | MON     | BEL     | EUE     | CAN     | GBR     | ALL     | AUT     | P-B     | ITA     | EUR     | AFS     |         | 12**            | 7e         |
| 1983   | Benetton Tyrrell Team | Ford-Cosworth DFV V8 | Goodyear      | Michele Alboreto | Abd.    | 9e      | 8e      | Abd.    | Abd.    | 14e     | 1er     | 8e      | 13e     | Abd.    |         |         |         |         |         |         | 12**            | 7e         |
| 1983   | Benetton Tyrrell Team | Ford-Cosworth DFV V8 | Goodyear      | Danny Sullivan   | 11e     | 8e      | Abd.    | Abd.    | 5e      | 12e     | Abd.    | Dsq.    | 14e     | 12e     | Abd.    | Abd.    | Abd.    |         |         |         | 12**            | 7e         |

Légende : ici 

* 6 points marqués en 1981 avec la Tyrrell 010.

** 1 point marqué en 1983 avec la Tyrrell 012.